# Kontrast równoczesny
Kontrast równoczesny – złudzenie optyczne polegające na tym, że barwa i jasność postrzeganego obiektu zależy od tła, na którym obiekt jest umieszczony. W kwestii barwy oglądany obiekt ma tendencję do przyjmowania barwy dopełniającej do barwy otoczenia i odwrotnie, np. kolor czerwony wydaje się mocniejszy, gdy zostanie umieszczony na zielonym tle. 

Przykłady
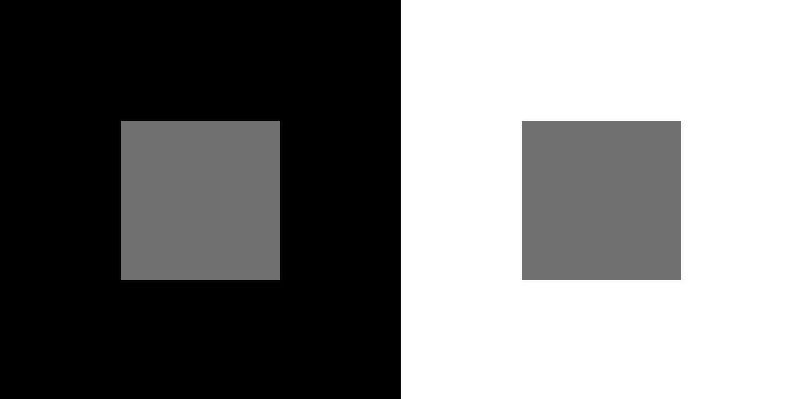
Szare kwadraty mają taką samą jasność, ale kwadrat otoczony czernią wydaje się jaśniejszy od tego, który otoczony jest bielą.
Szary pasek wydaje się zmieniać odcień od jaśniejszego do ciemniejszego, gdy w rzeczywistości cały ma jednakowy odcień.
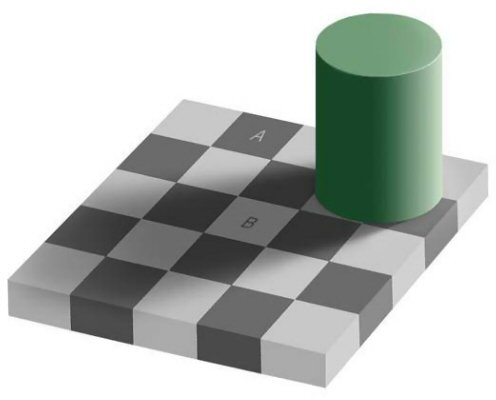
Pola A i B w następnych przykładach są tego samego koloru, choć pole B wydaje się zdecydowanie jaśniejsze.
Animacja opisanej obok sytuacji.